# Panaxia albomarginata
Panaxia albomarginata là một loài bướm đêm thuộc phân họ Arctiinae, họ Erebidae.